# Melquiades Campos Esquivel
Melquiades Campos Esquivel fue un compositor musical nacido en la antigua hacienda de santa rosa en lo que hoy es Gómez Palacio. nació el 10 de diciembre de 1878 y falleció en el año de 1949. 

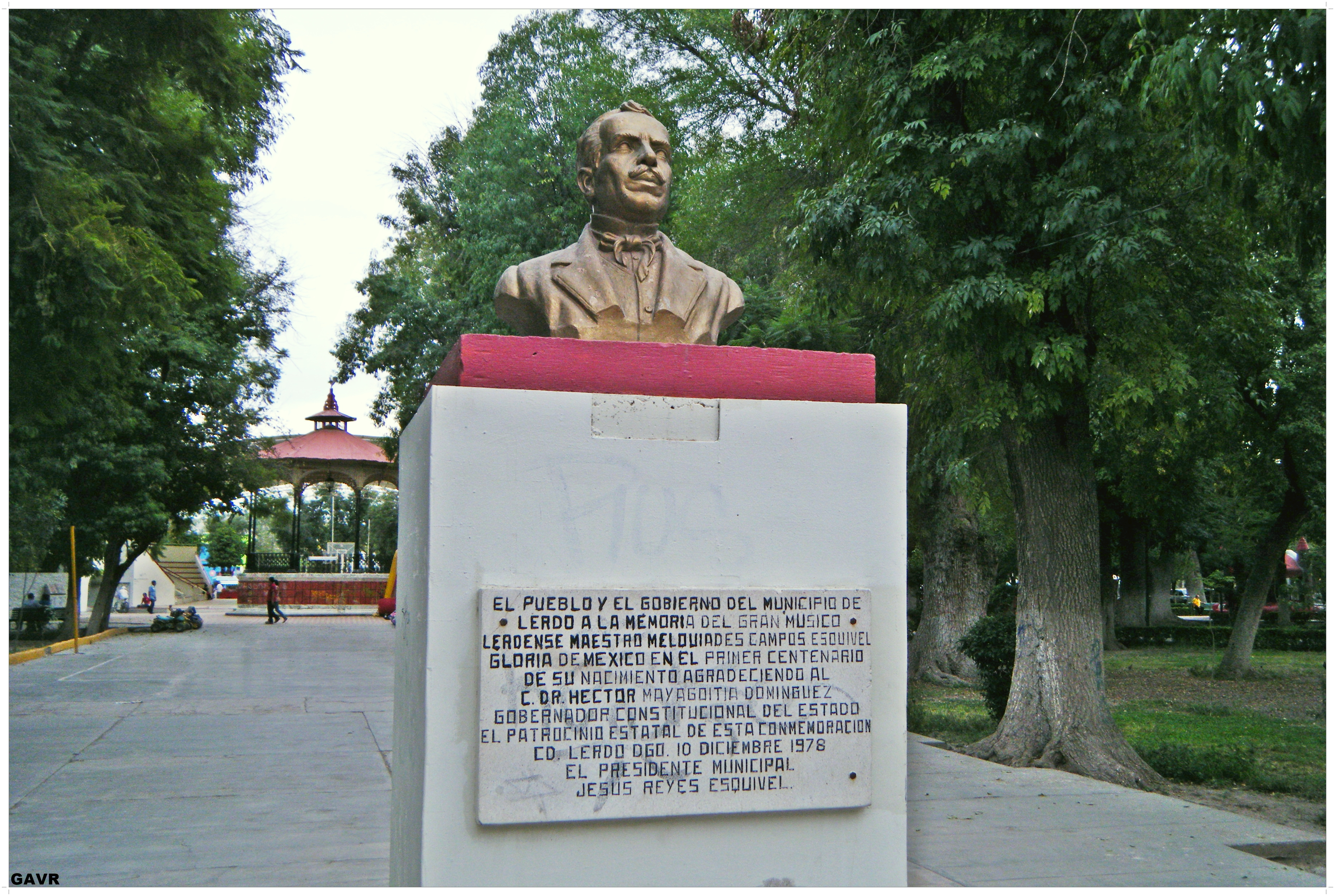
Busto en memoria a melquiades campos ubicado en el parque victoria de ciudad lerdo, durango.

## Infancia y Juventud
Nació en lo que anteriormente fue la hacienda de Santa Rosa, Ciudad Lerdo, hoy es el sur de la ciudad de Gómez Palacio, Durango,el día 10 de diciembre del año de 1878. Sus padres fueron Hipólita Esquivel de Campos y Jesús Campos. 
Desde pequeño manifestó gran inclinación hacia la música y al terminar su educación primaria ingresó a las orquesta de la ciudad, constituyéndose en el músico más joven de la misma ya que solamente tenía catorce años de edad. A los 18 años, escribió composición que fue la polea “Carmela” y pocos meses después compuso el vals “Rebeca” que fue conocido en todo el país.

## Carrera musical
Advirtiendo que esas aptitudes debían de cultivarse, ingresó al Conservatorio Nacional de Música el 28 de enero de 1897 donde recibió clases de eminentes músicos mexicanos como Ricardo Castro y Gustavo E. Campa. Destacó como alumno distinguido de la institución y antes de terminar sus estudios, recibió la distinción de ser nombrado profesor adjunto de la clase de composición que impartía el maestro Campa. Su entusiasmo y dinamismo le permitieron distinguirse aún más al crear, organizar y dirigir la Orquesta de Alumnos del Conservatorio Nacional. 
Egresó del conservatorio en 1904 y fue contratado para dirigir la banda de música en la ciudad de Cuautla, Morelos. Su magnífica actuación en esa población le valió ser contratado para dirigir la Banda Civil del Estado de Morelos, en la ciudad de Cuernavaca, puesto en el que permaneció hasta 1914, año en el que se incorporó a la revolución para con el grado de Capitán Primero, dirigió la Banda de Música de la Brigada “Moriel”. Ser retiró del movimiento armado para dedicarse a la docencia de la música, actividad que era de su agrado y tenía facilidades para enseñar. 
En 1916 deja la docencia para dirigir la Banda de Música de los cuerpos rurales de la Ciudad de México. A fines del mismo año recibió el nombramiento que le confirió el General J. Agustín Castro como director de la Banda de música de la división 21, que posteriormente fue la Banda de Música del Estado Mayor de la Secretaría de Guerra y Marina que tanta fama le dio a México en otros países de América. Adquirió tanta disciplina y organización la banda de referencia que el entonces Presidente de la República Adolfo de la Huerta convencido de la calidad que había adquirido, autorizó la realización de una gira por diversas ciudades que le otorgaron medallas y batutas de ébano, marfil y oro. 
En Nueva Orleans, distinguió al maestro Melquíades el Presidente electo de Estados Unidos señor Warren G. Harding al felicitarlos personalmente. Al regreso al país, fueron recibidos y felicitados por el Presidente de la República General Álvaro Obregón.
En su segunda gira por el vecino país del norte, las autoridades norteamericanas concedieron el honor a la Banda de colocarla a la cabeza del desfile que el día primero de noviembre de 1924 la legión Americana en la ciudad de Kansas del Estado de Missouri.
Cuando la República de Brasil celebró el Centenario de su independencia el año de 1922, México envió una numerosa delegación a los festejos donde figuró en primer plano la famosa banda dirigida por Melquíades Campos, quien para esa actuación compuso e instrumento la Marcha Heroica “Cuauhtémoc” que se ejecutó en Río de Janeiro el 16 de septiembre de 1922, en el momento de la entrega por parte de los representantes de México a Brasil de la estatua del último Emperador Azteca.
Por razones de limitaciones presupuestales a raíz de inestabilidad pública del país, la banda del Estado Mayor que tanta gloria dio a México, fue disuelta el 21 de diciembre de 1924, después de haber dejado una estela de recuerdos inolvidables que prestigiaron al gran maestro duranguense y demostraron al mundo de lo que son capaces los mexicanos, cuando se le da facilidad y estímulo para actuar.
Melquíades Campos volvió a la docencia de la música en los años de 1925 a 1929, sirviendo en escuelas de la Secretaría de Educación Pública y en la Escuela Nacional de Música (hoy Facultad de Música de la Universidad Nacional Autónoma de México). Posteriormente fue director de la Banda de Zapadores, Artillería e Infantería al frente del cual visitó la ciudad de Durango, el 24 de febrero de 1943. Fecha que fue inaugurado el Monumento a la Bandera.
En la Ciudad de Guadalajara, Jal., se despidió Melquíades del Ejército activo dirigiendo por última vez la marcha gloriosa “Enseña Nacional” interpretada en el festival que en su honor y con motivo de retiro organizó el Estado Mayor de la Segunda División de Infantería en esa ciudad.
Murió el 23 de julio de 1949 después de una fecunda carrera musical como director de Bandas de Música en México.